# Mârzănești, Teleorman
Mârzănești este satul de reședință al comunei cu același nume din județul Teleorman, Muntenia, România. Este situat pe malul stâng al râului Teleorman.